# Simone Mocellini
Simone Mocellini (* 5. Mai 1998) ist ein italienischer Skilangläufer.

## Werdegang
Mocellini nahm von 2016 bis 2018 an U18 und U20-Rennen im Alpencup teil. Bei den Junioren-Skiweltmeisterschaften 2018 in Goms lief er auf den 31. Platz im Skiathlon, auf den 27. Rang im Sprint und auf den 25. Platz über 10 km klassisch. Sein erstes Rennen im Alpencup absolvierte er im Dezember 2018 in Valdidentro, welches er auf dem 88. Platz im Sprint beendete. Bei der Winter-Universiade 2019 in Krasnojarsk nahm er an vier Rennen teil. Seine besten Platzierungen dabei waren der 20. Platz im Sprint und der vierte Rang zusammen mit Francesca Franchi im Mixed-Teamsprint. Im folgenden Jahr errang er bei den U23-Weltmeisterschaften in Oberwiesenthal den 32. Platz im Sprint. In der Saison 2020/21 kam er bei den Nordischen Junioren-Skiweltmeisterschaften 2021 in Vuokatti auf den achten Platz im Sprint und bei den Nordischen Skiweltmeisterschaften 2021 in Oberstdorf auf den 50. Platz im Sprint. Sein Debüt im Skilanglauf-Weltcup gab er im Dezember 2021 in Lillehammer, welches er auf dem 34. Platz im Sprint beendete. Im weiteren Saisonverlauf holte er in Falun mit dem 19. Platz im Sprint seine ersten Weltcuppunkte und zum Saisonende den 69. Platz im Sprintweltcup. Nachdem er zu Beginn der Saison 2022/23 im Sprint in Santa Caterina Valfurva seinen ersten Sieg im Alpencup holte, erreichte er in Beitostølen mit Platz zwei im Sprint seine erste Podestplatzierung im Weltcup.

## Siege bei Continental-Cup-Rennen
| Nr. | Datum             | Ort                     | Disziplin                  | Serie    |
| --- | ----------------- | ----------------------- | -------------------------- | -------- |
| 1.  | 3. Dezember 2022  | Santa Caterina Valfurva | Sprint Freistil            | Alpencup |
| 2.  | 6. Januar 2024    | Oberwiesenthal          | 20 km Freistil Massenstart | Alpencup |
| 3.  | 20. Dezember 2024 | St. Ulrich am Pillersee | Sprint Freistil            | Alpencup |